# Manuel Rosa de la Quintana
Manuel Rosa de la Quintana fue un funcionario y político jujeño, miembro del cabildo y legislador provincial.

## Biografía
Manuel Rosa de la Quintana nació en San Salvador de Jujuy, hijo de Manuel de la Quintana y de Rosa Portal Frías.
Fue regidor decano en 1822, juez de primera nominación entre 1838 y 1840, diputado y presidente de la Legislatura provincial que designó gobernador a Mariano Iturbe el 20 de noviembre de 1838.
Falleció en San Salvador de Jujuy el 8 de septiembre de 1861.
Estaba casado con Serapia Echeverría Sánchez de Bustamante. Su hijo Emilio de la Quintana fue juez, legislador y gobernador de la provincia